# Reborn (álbum de Northern Kings)
Reborn es el primer álbum del supergrupo de covers finlandés, Northern Kings, lanzado el 31 de octubre de 2007. El álbum vendió más de 17,000 copias en Finlandia, con lo que obtuvo un certificado de oro.
Los dos sencillos de este álbum son: "We Don't Need Another Hero" (cover de Tina Turner, de la banda sonora de Mad Max Beyond Thunderdome) y "Hello" (cover de Lionel Richie ). Se lanzó un video musical del primer sencillo.

## Lista de canciones
| N.º | Título                                                    | Voces                 | Duración |  |
| 1.  | «Don't Stop Believin'» (Cover de Journey)                 | Marco Hietala         | 5:29     |  |
| 2.  | «We Don't Need Another Hero» (Cover de Tina Turner)       | Todo el grupo         | 4:48     |  |
| 3.  | «Broken Wings» (Cover de Mr. Mister)                      | Tony Kakko            | 5:32     |  |
| 4.  | «Rebel Yell» (Cover de Billy Idol)                        | Juha-Pekka Leppäluoto | 7:29     |  |
| 5.  | «Ashes to Ashes» (Cover de David Bowie)                   | Tony Kakko            | 4:39     |  |
| 6.  | «Fallen on Hard Times» (Cover de Jethro Tull)             | Marco Hietala         | 3:54     |  |
| 7.  | «(I Just) Died in Your Arms» (Cover de Cutting Crew)      | Jarkko Ahola          | 5:49     |  |
| 8.  | «Sledgehammer» (Cover de Peter Gabriel)                   | Tony Kakko            | 5:08     |  |
| 9.  | «Don't Bring Me Down» (Cover de Electric Light Orchestra) | Jarkko Ahola          | 4:06     |  |
| 10. | «In the Air Tonight» (Cover de Phil Collins)              | Marco Hietala         | 4:35     |  |
| 11. | «Creep» (Cover de Radiohead)                              | Juha-Pekka Leppäluoto | 5:38     |  |
| 12. | «Hello» (Cover de Lionel Richie)                          | Jarkko Ahola          | 4:31     |  |
| 13. | «Brothers in Arms» (Cover de Dire Straits)                | Juha-Pekka Leppäluoto | 6:59     |  |

Edición Especial
| Special Edition |                                                                       |                       |          |  |
| N.º             | Título                                                                | Voces                 | Duración |  |
| 14.             | «We Don't Need Another Hero (Orchestra Remix)» (Cover de Tina Turner) | Todo el grupo         | 4:52     |  |
| 15.             | «Creep (Killdivo Remix)» (Cover de Radiohead)                         | Juha-Pekka Leppäluoto | 5:38     |  |

## Miembros
- Marco Hietala - Voz
- Tony Kakko - Voz
- Jarkko Ahola - Voz
- Juha-Pekka Leppäluoto - voz

### Músicos
- Two Finger Choir: Coro
- Vili Ollila: Piano, Teclados, Programación
- Erkka Korhonen: Guitarras principal y rítmica
- Erkki Silvennoinen: Bajo
- Anssi Nykanen, Sami Osala: Batería, Percusiones

## Producción
- Arreglos vocales: Aleksi Parviainen & Erkka Korhonen (pistas 1, 2, 4, 6, 7, 9-13) y Tony Kakko (3, 5, 8)
- Arreglos por Aleksi Parviainen (1-6, 8, 10, 11), Jarko Ahola (7, 9, 12) y Mikko Mustonen (13)
- Producido y grabado por Erkka Korhonen
- Mezclado por Mikko Karmila
- Masterizado por Svante Forsback